# 東舞鶴信用金庫
東舞鶴信用金庫（ひがしまいづるしんようきんこ）は、かつて京都府舞鶴市に本店をおいていた信用金庫。略称はとうしん。
舞鶴市を地盤に府北部や高浜町を含む大飯郡や小浜市、遠敷郡を営業エリアにおさめ、預金高1584億円（貸出金1017億円）で京都北部で3位の信用金庫であり、また自己資本比率も平成12年段階では11.33%を誇る優良信用金庫であった。
しかし日本国内で金融不安が顕著化したことにより、不良債権処理を強く迫られ、積極的な償却・貸倒引当金の積み増しを行った結果、平成13年には自己資本比率も、国内基準（4%）を上回ったものの、6.19%までに低下した。更なる不良債権処理やペイオフ解禁のため金庫の体力強化が急務となり、2002年(平成14年)11月5日に京都北都信用金庫、舞鶴信用金庫、綾部信用金庫、福知山信用金庫と対等合併し営業を終了させている。
ちなみに旧本店は京都北都信用金庫の東舞鶴中央支店となっている。

## 沿革
- 1910年（明治43年）：有限責任新舞鶴信用組合として発足。
- 1915年（大正12年）：倉梯支店を開設。
- 1939年（昭和14年）：中舞鶴支店を開設。
- 1950年（昭和25年）：中小企業等協同組合法による信用組合へ改組。
- 1952年（昭和27年）：信用金庫法に基づき信用金庫に改組。東舞鶴信用金庫に改称。
- 1959年（昭和34年）：市場支店を開設。
- 1969年（昭和44年）：本店営業部の隣接地に電算計算センターを設置。
- 1971年（昭和46年）：西舞鶴支店を開設。
- 1979年（昭和54年）：森支店を開設。
- 1982年（昭和57年）：祖母谷支店を開設。
- 1983年（昭和58年）：五条支店を開設。
- 1986年（昭和61年）：田中支店を開設。
- 1994年（平成6年）：定款改定。営業地区を福井県高浜町まで拡大。
- 1998年（平成10年）：高浜支店を開設。営業地区を遠敷郡まで拡大。
- 2002年（平成14年）：舞鶴信金など府北部4信金で対等合併により営業終了。

## 舞鶴市内における東舞鶴信金
舞鶴市は京都銀行（2支店）をはじめ、福井銀行(1支店)、福邦銀行(2支店)、舞鶴信用金庫(9支店)、近畿産業信用組合(1支店)など3銀行3信金2信組が営業エリアにおさめる金融激戦区であるが、その中でも預金高で37.6%、また貸出金でも38.6%を誇りシェア1位であった。

## 店舗政策
東舞鶴信用金庫は舞鶴市を中心に京都府丹後地方・加佐郡・綾部市などが営業エリアであったが、1999年（平成10年）に舞鶴都市圏に属する福井県高浜町に支店を設けた以外は、全て舞鶴市内にしか営業拠点を設けていなかった。特に地盤である東舞鶴地区に10店舗中8店舗を設けていた他は、西舞鶴地区に1店舗のみだった。これはライバルであった舞鶴信用金庫が地盤である西舞鶴地区に6店舗、東舞鶴地区に3店舗、宮津市由良に1店舗と設置していたのとは対照的であり、また合併した他の信用金庫が他地域の積極的に出店していた店舗方針とは異なっていた。この事は舞鶴信金との間で、1店舗つづという拘束力のない暗黙の了解があった点や、京都府北部の中心都市である舞鶴市のなかでも、東舞鶴地区が特に人口が多く、企業立地も多かったからだと言われている。

## 営業支店
2002年11月時点での店舗網。括弧内は現店舗名。廃止された支店は（廃止）と記載。
- 東舞鶴地区
  - 本店営業部（東舞鶴中央支店）
  - 森支店（廃止）
  - 中舞鶴支店
  - 市場支店（出張所へ格下げ、2020年11月に廃止）
  - 五条支店（廃止）
  - 倉梯支店
  - 田中支店
  - 祖母谷支店（廃止）
- 西舞鶴地区
  - 西舞鶴支店（伊佐津支店に改称後、廃止）
- 福井地区
  - 高浜支店